# 米斯里堡 (亞利桑那州)
米斯里（英語：Fort Misery）是位於美國亞利桑那州亞瓦派縣的一個非建制地區。該地的面積和人口皆未知。

## 地理
米斯里的座標為34°08′25″N 112°22′00″W / 34.14028°N 112.36667°W，而該地的平均海拔高度為1327米（即4354英尺）。